# The Cursed
The Cursed è un film del 2021 diretto da Sean Ellis. Il film è un horror con protagonisti Boyd Holbrook, Kelly Reilly, Alistair Petrie e Roxane Duran. La sua trama segue un villaggio del 19º secolo nella Francia rurale che è minacciato da un lupo mannaro. 

## Trama
Nel diciannovesimo secolo, John McBride viene inviato nella campagna francese per determinare se il cadavere di un adolescente di quattordici anni, trovato nei boschi, è opera di un uomo o di un animale. Viene ospitato da Seamus Laurent, un ricco proprietario terriero, e sua moglie Isabelle. Anche loro sono disperati perché il loro figlio, amico della vittima, è scomparso da due settimane. Mentre Isabelle si avvicina John, quest'ultimo deve affrontare i propri demoni.

## Distribuzione
Il film è una coproduzione internazionale di Stati Uniti e Francia ed è stato presentato in anteprima al Sundance Film Festival 2021 con il titolo Eight for Silver. È stato distribuito negli Stati Uniti il 18 febbraio 2022 da LD Entertainment.

## Accoglienza

### Incassi
Gli incassi al botteghino ammontano a $ 1.800.000 nei primi tre giorni e a $ 2.000.000 nei primi quattro giorni.

### Critica
Sul sito web aggregatore di recensioni Rotten Tomatoes, il 71% delle 128 recensioni della critica sono positive, con una valutazione media di 6,4 / 10. Metacritic, che utilizza una media ponderata, ha assegnato al film un punteggio di 62 su 100, basato su 24 critici, indicando recensioni "generalmente favorevoli". Il pubblico intervistato da PostTrak ha dato al film un punteggio positivo del 58%. Il 36% ha dichiarato che lo consiglierebbe sicuramente.

## Riconoscimenti
- Candidatura Golden Frog al CameraImage, Polonia, 2021.
- Candidatura Gran Premio, Gérardmer Film Festival, 2022
- Candidatura Miglior Film, Sitges - Festival Internationale del cinema fantastico della Catalogna, 2021
- Candidatura Miglior Regista, Sitges - Festival Internationale del cinema fantastico della Catalogna, 2021
- Candidatura Miglior Sceneggiatura, Sitges - Festival Internationale del cinema fantastico della Catalogna, 2021